# コインホルダー
コインホルダー、あるいはコインキーパーは、貨幣や遊戯用のメダル等（便宜上、本項では「コイン」と呼称）を収納し、保管するための道具。

## 概要

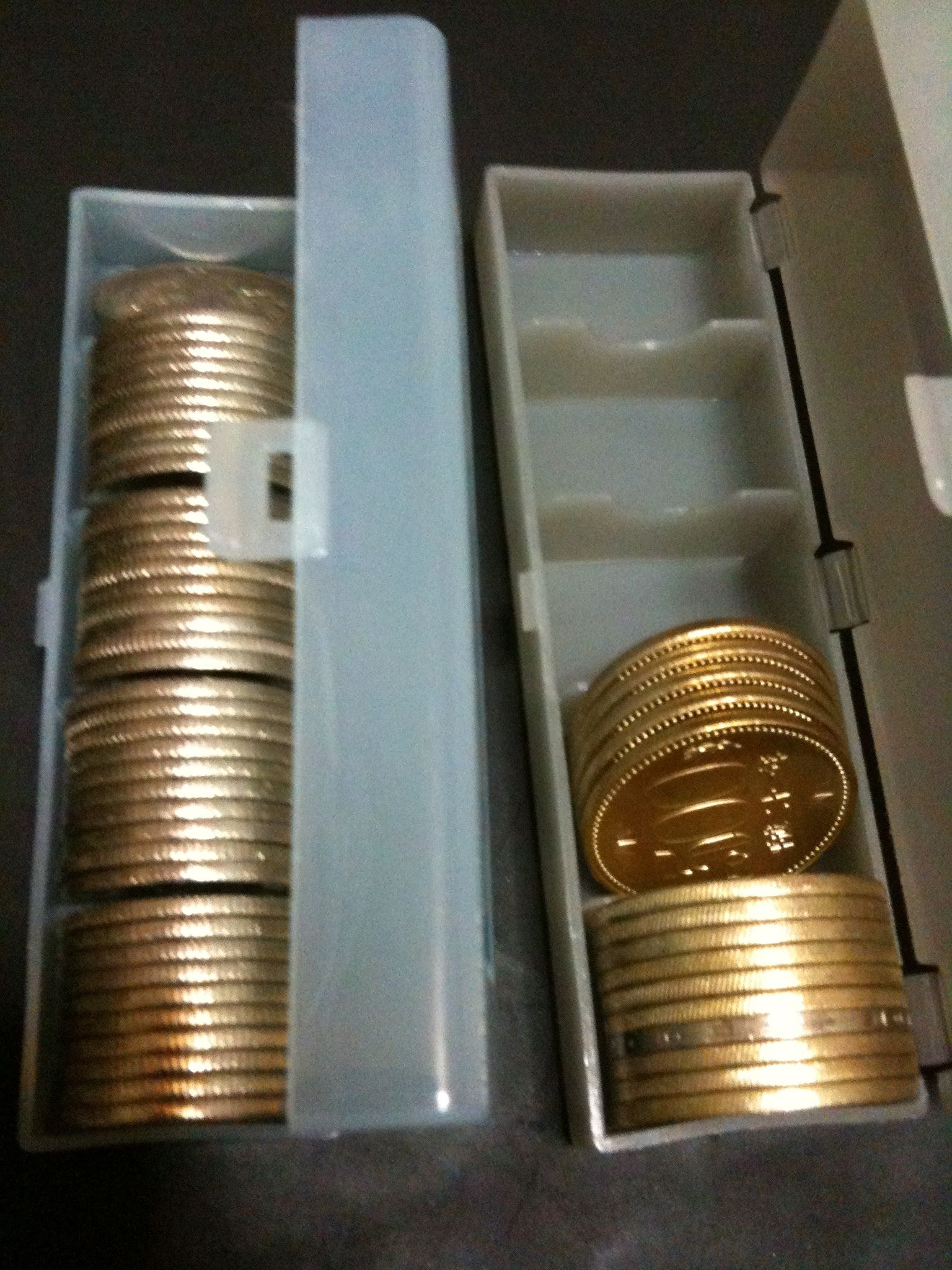
同径のコインを単体で収納するタイプ（10枚ごとに仕切り）

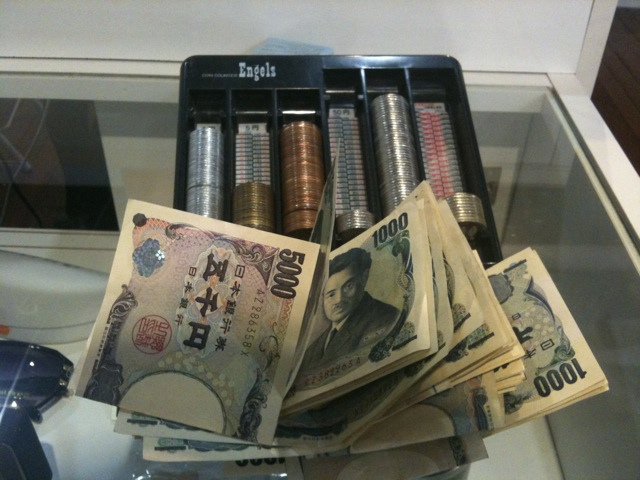
コインカウンター

形状、材質はメーカーによって様々であるが、いずれも同径のコインを重ねる形で収納できる円筒、もしくは半円筒型の収納部分を持つ点においては共通している。
同様にコインを収納、保管する貯金箱とは異なり、コインホルダーはコインを容易に取り出せるように設計されている。これはコインホルダーが頻繁に流通、兌換されるコインを収納することを目的としているためで、使用される現場も個人（コミケ・フリーマーケット等の出店時には有り得る）ではなく企業や商店が大半である。
また、前述の用途により持ち運びが容易であるものがほとんどだが、保管の際の安全性は考慮されておらず、通常ホルダーのみで保管されることは稀である。
利便性を考慮し、兌換に適した枚数（10枚、50枚等）の単位で収納できるものが多く、枚数（額面）が即座に判別できるように目盛りが振られているものもある。そうした製品は「コインカウンター」と呼ばれることもある。また、複数の額面を一括して保管できる受け皿状の製品を「コイントレー」と呼ぶこともある。